# Hepatit D
Hepatit D även benämnd ”Deltahepatit” eller HDV-infektion  är en virussjukdom som angriper levern. Den är unik bland hepatiterna, då det krävs samtidig infektion med hepatit B för att den skall orsaka sjukdom. Sjukdomen är inte fullständigt kartlagd ur vare sig epidemiologisk eller klinisk synpunkt.

## Sjukdomsbild
Symtomen med gulsot (ikterus) liknar de som orsakas av hepatit B men insjuknandet är ofta mer abrupt och symtomen med matleda, diffusa buksymtom, illamående, kräkningar och gulfärgad hud är mer uttalade. Risken för ett elakartat fulminant förlopp är ökad vid samtidig infektion med de två sjukdomarna. Undersökningar i Europa och USA har visat att i 25-50 % av fall med fulminant förlopp där hepatit B misstänkts vara orsaken har även varit smittade med hepatit D. Personer som är kroniska hepatit B-smittbärare och smittas med hepatit D blir kroniska bärare även av denna och har ökad risk för att utveckla senkomplikationer inklusive primär levercellscancer eller skrumplever. 

## Sjukdomsorsak
Hepatit D-virus (HDV) är ett ofullständigt RNA-virus som närmast kan liknas vid viroider som orsakar växtsjukdomar. Det är 35-37 nanometer och har enkelsträngat RNA omgivet av hepatit Bs-antigen (HBs-ag) som krävs för att det skall vara infektiöst. Syntesen av HDV sänker samtidigt syntesen av hepatit B-komponenter och 70-90% av patienterna är HBe-antigennegativa och de flesta har också låg halt hepatit B-DNA i serum.

## Diagnostik
Påvisande av immunglobulin mot HDV alternativt HDV-RNA med RT-PCR utgör diagnostiska metoderna, där positivt immuglobulin IgM indikerar pågående infektion medan IgG kvarstår under lång tid efter infektionen har läkts ut. Diagnostik med RT-PCR är mer känslig än den immunologiska analysen.

## Förekomst och epidemiologi
Hepatit D är en global smitta med uppskattningsvis 5% av världens cirka en kvarts miljard hepatit B-smittade även är smittade med hepatit D. Förekomsten är högst i områden med hög förekomst av hepatit B men den är otillfredsställande kartlagt på grund av begränsade laboratoriediagnostiska möjligheter.

### Förekomst i Sverige
I Sverige har i samband med förbättrad och utökad diagnostik antalet smittskyddsanmälda ökat från 22 år 2006 till 79 år 2016 varav andelen inhemskt smittade till och med 2016 alltid har rapporterats till mindre än 10

## Reservoar
Människa utgör den kända virusreservoaren. Experimentellt har smittan kunnat överföras till schimpans och några andra djurarter som kan smittas med hepatit B-virus eller närbesläktade virusarter som kan erbjuda HBs-ag.

## Inkubationstid
Inkubationstiden uppskattas till 2–8 veckor, det vill säga att den är kortare än för hepatit B. Det innebär att det vanligtvis är hepatit D-sjukdomen som orsakar de initiala symtomen vid insjuknandet.

## Smittsätt
Smittsätt och smittvägar bedöms vara de samma som för hepatit B. Smittvägen är parenteral, det vill säga via skador på hud och slemhinnor som utsatts för smittförande material från vävnader, blod eller kroppsvätskor. I västvärlden sker det framför allt via injektioner och sexuella kontakter medan det i högprevalenta områden är barn som smittas av mödrarna under spädbarnsåret eller av lekkamrater under de nästkommande barnaåren.
Blod från personer med pågående sjukdom är smittsamt under hela sjukdomsförloppet och smittsamheten är troligen som högst just före symtomdebuten. Efter det att sjukdomen har brutit ut avtar virusmängden i blodet kraftigt, men man har kunnat överföra sjukdomen från människa till schimpans där virushalten har varit så låg att den inte kunnat detekteras med PCR.
Fecal-oral eller vektorburen smittspridning med insekter eller andra djur har inte kunnat fastställas.

## Riskgrupper
Alla personer som är mottagliga för hepatit B eller redan är kroniska hepatit B-smittbärare kan infekteras av hepatit D.

### Sverige och andra industrialiserade länder
Personer som delar injektionsutrustning och andra verktyg som exempelvis blandningsskedar eller dito koppar tillsammans med andra. Tatuering- och piercingverksamhet som sker under otillfredsställande hygieniska förhållanden som exempelvis ”kompispiercing” är andra. I fängelser och andra institutioner där personer med dubbelinfektion av hepatit B och hepatit D vistas tillsammans med ovaccinerade personer är kända smittriskmiljöer. Detsamma gäller ovaccinerade hushållskontakter och sexualpartners till HBs-antigen och HDV-positiva personer.
Vård och omsorg skall vara riskfri i dessa länder.

### Övriga länder
I länder med svag ekonomi finns ofta inte förutsättningar för vare sig engångsutrustning, autoklavering eller annan säker sterilisering av utrustning och ej heller smittestning av blodprodukter. Under de förhållandena är sjukvård en risk liksom arbete inom vård och omsorg.
Lång tids vistelse, vanligen bedömd som mer än sex månaders vistelse med nära kontakt med lokabefolkningen i områden med >2 % prevalens HBs-antigenbärare bedöms medföra ökad smittrisk även för hepatit D.

## Smittskyddsåtgärder
Skydd mot direkt kontakt med blod eller blodförande vävnader eller kroppsvätskor är det effektivaste skyddet för den enskilde individen eventuellt kompletterat med hepatit B-vaccination.

### Barnvaccination
Allmän barnvaccination mot hepatit B är den enskilt viktigaste åtgärden att bekämpa hepatit D. I områden där hepatit B-vaccination har blivit allmän inom barnomsorgen har förekomsten av hepatit D sjunkit proportionellt till hepatit B-förekomsten.

### Vård och omsorg
Hög hygienstandard med engångsutrustning, autoklavering och andra metoder för sterilisering av utrustning samt smittfrikontroll av blodprodukter och vävnader utgör grund för att hindra smittspridning inom vård och omsorg. Personal och intagna hepatit B-vaccineras om så behövs.
I länder med låg social och ekonomisk standard finns ofta inte resurser för nämnda åtgärder. Vid vaccinationskampanjer inom ramen för WHO, Unicef och motsvarande organisationer används engångsutrustning för injektioner och vaccinpistoler undviks för att förhindra spridning av hepatit B och därmed även hepatit D.

## Anmälningsplikt och förhållningsregler
Hepatit D är allmänfarlig sjukdom enligt svensk smittskyddslag och därmed även smittspårningspliktig sjukdom. Den smittade skall utöver information om sjukdomen och hur den smittar även erhålla bindande muntliga och skriftliga förhållningsregler av sin läkare och brott mot dessa kan innebära isolering efter domstolsbeslut.

## Patientvård
Riktad effektiv behandling mot hepatit D saknas utan terapin riktas mot den samtidiga hepatit B-infektionen. Går den sistnämnda spontant över, vilket är det vanligaste, så läker även hepatit D ut spontant. Vid kronisk hepatit B beror utgången även då på möjligheterna att bli kvitt hepatit B-viruset genom riktad behandling.